# 米沢スキー場
米沢スキー場（よねざわスキーじょう、Yonezawa Snow World）は、山形県米沢市にあるスキー場。
国道13号沿いに位置し、ナイターも営業している。スノーボードも利用可能。

## ゲレンデ
- 中の平ゲレンデ （初級）
- ダイナミックコース（上級）
- 林間コース（初級）
- 北の背コース（中級）
- かもしかコース（中級）
- 栃平コース（中級）
- スラロームコース（中級）
- リーゼンコース（初級）

中の平ゲレンデ、ダイナミックコース、林間コース、北の背コースはナイターも営業している。

## リフト
- 第1ロマンスリフトA (702m)
- 第1ロマンスリフトB (702m)
- 第2ロマンスリフト (490m)
- 第5ロマンスリフトA (940m)
- 第5ロマンスリフトB (940m)

かつて存在したリフト
- 第3リフト(372m)第1・2駐車場からペンション村に向かうリフト※廃止時期不明
- 第4シングルリフト(579m)第2ロマンスリフト降り場付近から弾丸コース山頂まで向かうリフト※平成24年度廃止

## アクセス
- 自動車
  - 東北自動車道福島飯坂インターチェンジより国道13号で25km
  - 東北中央自動車道米沢八幡原インターチェンジより国道13号で8km
- 鉄道
  - 米沢駅より市民バス万世線が運行されている。

かつて東北急行バスの東京 - 山形線（現在の「レインボー号」）が米沢スキー場に停車していた。また2002年-2011年まで、ジェイアールバス東北と山交バスの高速バス仙台 - 米沢線で、冬ダイヤ期間（12月 - 3月）は米沢行の始発便と仙台行の最終2便が米沢スキー場に停車していた。

## その他
駐車場は第1・2駐車場と離れたところに北の駐車場がある。 